# Lycoperdon molle
Lycoperdon molle là loài nấm trong chi Lycoperdon. Nó được mô tả khoa học lần đầu năm 1799 bởi nhà nghiên cứu nấm Hà Lan Christiaan Hendrik Persoon.